# 동란국
동란국(東丹國, 926년 ~ 936년) 또는 동단국은 거란이 발해 유민들을 통치하기 위해 발해의 상경용천부에 설치한 괴뢰국으로, "동쪽에 있는 거란국"이라는 뜻이다. 많은 발해인들이 관리로 등용되었으며 이것은 거란이 세운 요나라에서도 지속되었다.

## 역사
926년 발해를 멸망시킨 거란의 태조 야율아보기는 발해 지역을 다스리기 위해 상경용천부(지금의 헤이룽장성 무단장)에 동란국을 설치하였다.
야율아보기가 죽자 동생인 야율덕광(요 태종)이 거란의 왕위를 취하였다. 후당 원정에서 돌아온 야율덕광은  야율배를 수도 후한에서 랴오닝으로 옮기게 하였다. 위협을 느낀 야율배는 930년 후당으로 망명했다. 동란국은 936년 거란에 병합되었다.
동란국은 발해와 일본과의 우호 관계를 유지하기 위해 929년 동해 너머로 외교사절단을 보냈다. 그러나 교토의 일본 황궁은 발해가 아닌 것을 알고 동란국의 사절을 거절하였다.

## 발해의 계승국 (발해 부흥운동)
- 동란국 (926년~936년) : 야율배(거란의 괴뢰국)
- 후발해 (926년~?) : 대씨(대인선의 동생)
- 정안국 (938년~986년) : 열만화
- 연파국 (975년~995년) : 연파
- 올야 (995년~1114년) : 오소도
- 흥료국 (1029년~1030년) : 대연림
- 고욕국 (1115년 2월~7월) : 고욕
- 대발해(대원국) (1116년 1월~5월) : 고영창

## 같이 보기
- 요나라
- 북요
- 서요

## 참고 자료
- 이이화의 〈한국사 이야기 4-남국 신라와 북국 발해〉